# Peter Roth
Peter Roth é um produtor de televisão americano e ex-presidente-executivo da Warner Bros. Television.

## Carreira
Roth se formou na Universidade Tufts em 1972 e começou sua carreira na televisão em 1976, como gerente e diretor depois de programas infantis e VP de programação atual para a ABC. Em seguida, trabalhou como presidente da Stephen J. Cannell Productions por seis anos, antes de ingressar na 20th Television em 1992. Entre 1996 e 1999, ele foi presidente da Fox, e então, para a Warner Bros. Television.
Enquanto na Warner Bros TV, Roth tem acompanhado o desenvolvimento e produção de tais sucessos notáveis como: Two and a Half Men, The Mentalist, ER, The West Wing, Without a Trace e Friends.
Ele apareceu em uma participação curta em um episódio de Ally McBeal, "Silver Bells", que foi ao ar em 15 de dezembro de 1997.
Em 16/10/2021, Roth anunciou que deixaria o cargo de Chefe de Operações Executivas da Warner Bros. Television no início de 2021.
Em outubro de 2021, a a ex interprete de Batwoman, Ruby Rose disse que Roth tratou ela de forma abusiva e criou um ambiente de trabalho perigoso para ela e todos no set, além de acobertar o comportamento tóxico de Dougray Scott.